# Мельников, Семён Иванович
Семён Иванович Мельников (4 апреля 1902 — 14 июля 1984) — советский военачальник, генерал-лейтенант танковых войск, участник Великой Отечественной войны, член Военного совета 3-й гвардейской танковой армии Воронежского фронта. Герой Советского Союза (1943).

## Биография
Семён Мельников родился 4 апреля 1902 года в селе Липовка (ныне расположено в Задонском районе Липецкой области) в крестьянской семье. По национальности — русский. После окончания 4 классов школы, в 1924—1925 годах служил в рядах Красной Армии.
После прохождения воинской службы, в 1926 году вступил в ВКП(б). Работал секретарём сельсовета. В 1935 году окончил курсы при Воронежском областном комитете ВКП(б).
В 1935 году Мельников вновь вступил в ряды РККА. В 1940 году окончил Высшие курсы политсостава. Участвовал в боях с японскими милитаристами на реке Халхин-Гол в 1939 году.
На фронтах Великой Отечественной войны с июня 1941 года. С мая 1942 года Семён Мельников нёс службу в качестве члена Военного совета 3-й танковой армии, а затем 57-й армии С мая 1943 года и до конца войны — член Военного совета 3-й гвардейской танковой армии.
В сентябре 1943 года гвардии генерал-майор танковых войск Семён Мельников особо отличился при форсировании реки Днепр. Взяв под свой контроль строительство моста в районе села Великий Букрин (ныне расположено на территории Мироновского района Киевской области Украины), он проявил мужество и отвагу, решительность в достижении цели.
Именно благодаря умелым действиям Мельникова, уже 14 октября 1943 года мост, длиной семьсот сорок метров, был досрочно построен, что дало возможность быстро форсировать Днепр главными силами 3-й гвардейской танковой армии (Воронежский фронт) и расширить плацдарм на его правом берегу.
17 ноября 1943 года, указом Президиума Верховного Совета СССР за образцовое выполнение боевых заданий командования на фронте борьбы с немецко-фашистскими захватчиками и проявленные при этом отвагу и геройство гвардии генерал-майору Семёну Ивановичу Мельникову было присвоено высокое звание Героя Советского Союза.
29 мая 1944 года гвардии генерал-майору танковых войск Семёну Мельникову было присвоено воинское звание «генерал-лейтенант танковых войск».
После окончания войны Мельников продолжил службу в Вооружённых Силах СССР. В 1948 году он окончил Высшие курсы политического состава. Избирался членом Центрального Комитета Коммунистической партии Украины.
В 1957 году генерал-лейтенант танковых войск Мельников был отправлен в запас. Последние годы жил в Москве. Скончался 14 июля 1984 года, был похоронен на Кунцевском кладбище (участок 9-2).
Мельников также является автором книги «Маршал Рыбалко» (1984) о своём фронтовом товарище, Маршале бронетанковых войск Павле Рыбалко.

## Награды
- Герой Советского Союза (17 ноября 1943 года);
- два ордена Ленина (17.11.1943; 29.05.1945);
- четыре ордена Красного Знамени (17.11.1939; 4.02.1943; 10.01.1944; 30.12.1956);
- орден Кутузова I степени (06.04.1945)
- орден Суворова II степени (25.08.1944);
- орден Кутузова II степени и (18.12.1956);
- орден Богдана Хмельницкого II степени (29.05.1944);
- орден Отечественной войны I степени (27.08.1943);
- орден Красной Звезды (20.06.1949);
- медали;
- иностранные ордена.